# Deutsche Heimschule Schloß Iburg

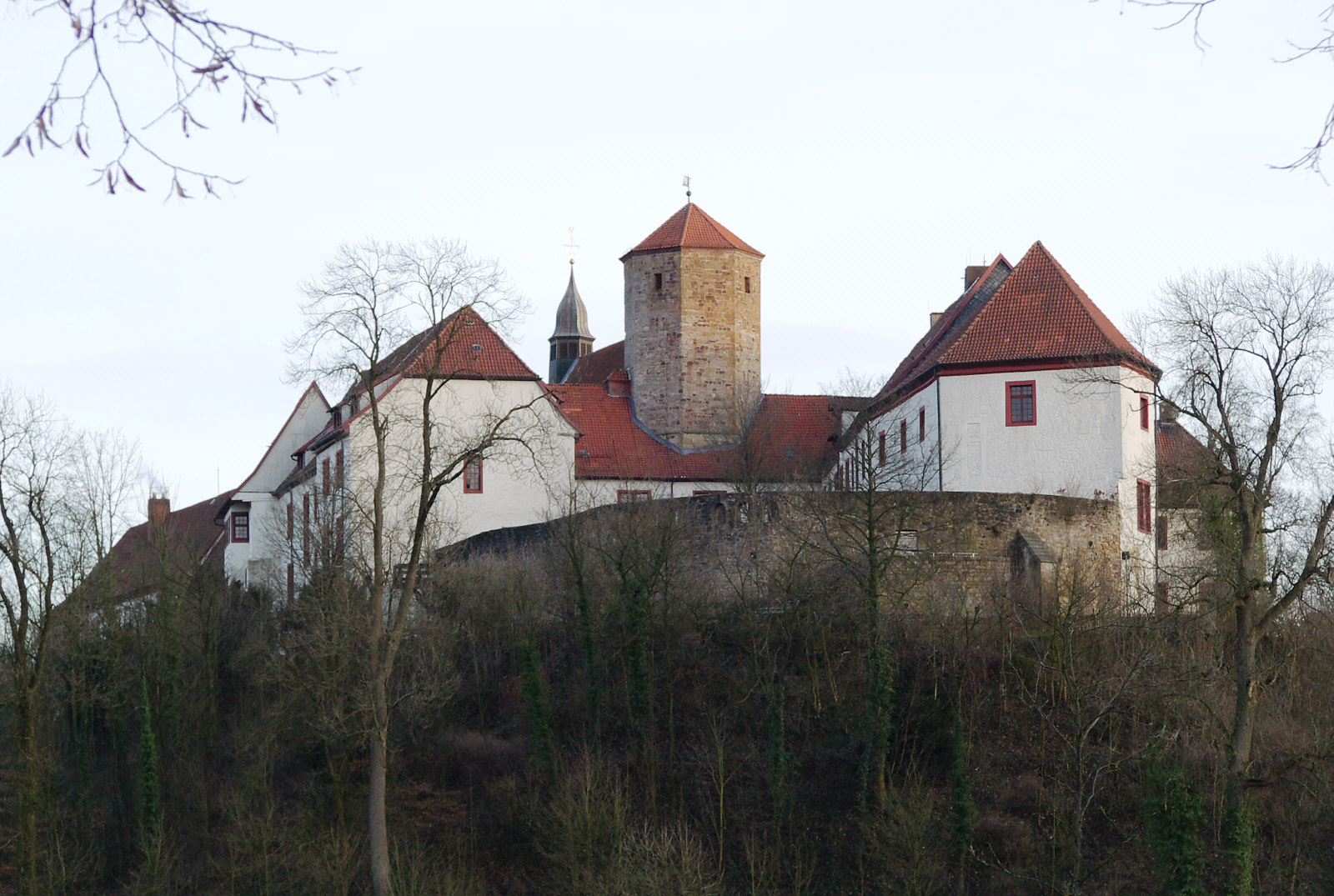
Die „Deutsche Heimschule Schloß Iburg“ befand sich im Schloss von Bad Iburg

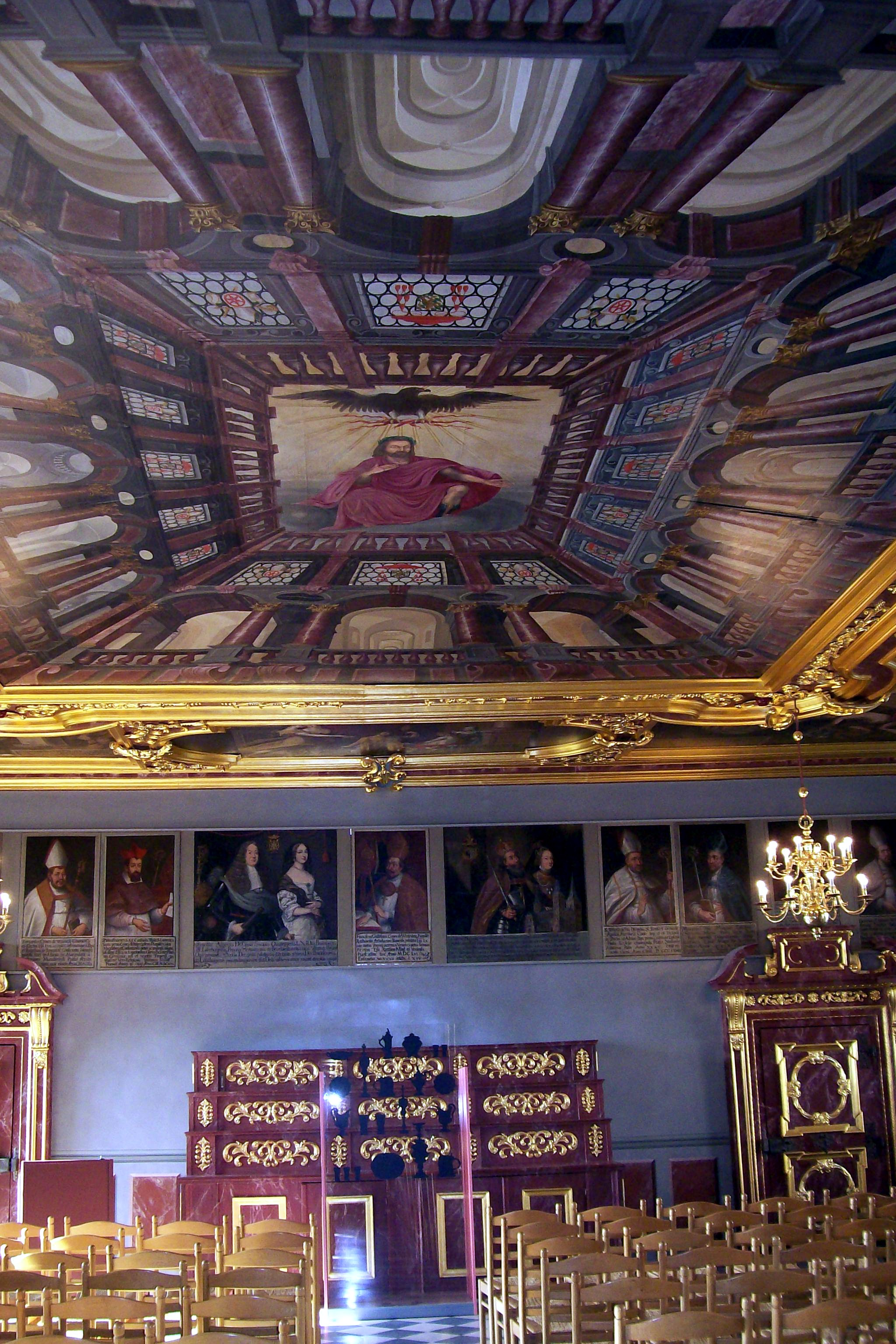
Der Rittersaal diente zeitweilig als Speisesaal (Foto von 2007)

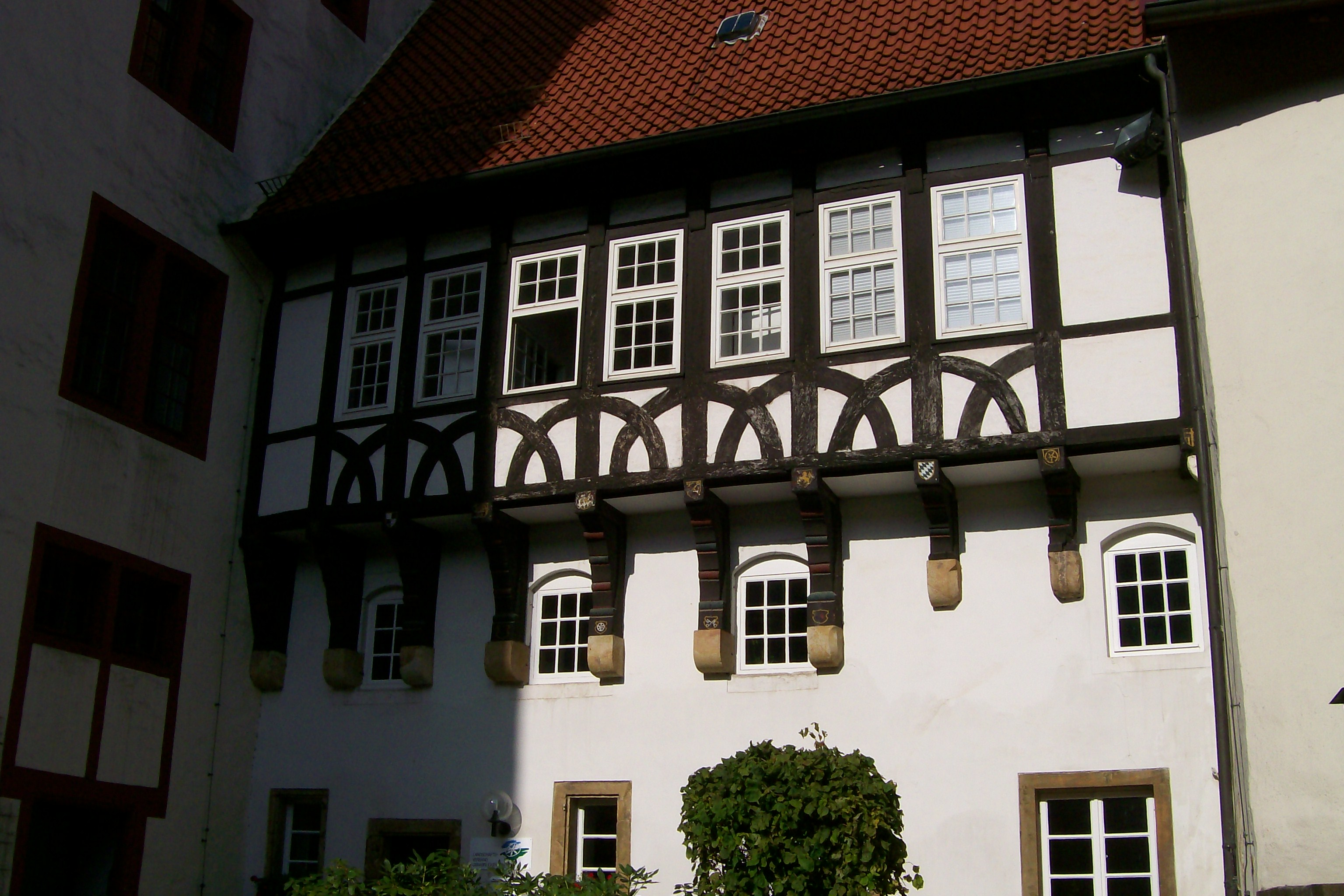
In der ehemaligen Hofapotheke wurden Zwangsarbeiterinnen aus der Ukraine untergebracht, die in der Küche arbeiteten

Die Deutsche Heimschule Schloß Iburg war ein Gymnasium in der Zeit des Nationalsozialismus im damaligen Flecken Iburg (Niedersachsen). Die Schule, die den Zusatz „Oberschule für Jungen“ trug, bestand von 1942 bis 1945.

## Geschichte
Die Doppelanlage von Schloss und Benediktinerabtei Iburg befand sich seit der Säkularisation im Jahr 1803 in öffentlicher Hand und war bis zur Auflösung des Kreises Iburg im Jahr 1932 Sitz der Kreisverwaltung. Im Jahr nach der Machtübernahme durch die Nationalsozialisten wurde 1934 im Schloss eine SA-Sportschule der NSDAP gegründet, die bis 1939 bestand.

### Deutsche Heimschulen
Die Schulpolitik im Nationalsozialismus zielte auf eine starke Einflussnahme auf Bildung und Erziehung ab. Neben den Nationalpolitischen Erziehungsanstalten (Napola) und den Adolf-Hitler-Schulen sollten Internatsschulen für Jungen und Mädchen eingerichtet werden, die zu unterschiedlichen Schulabschlüssen führten. Zuständig war das Hauptamt Dienststelle SS-Obergruppenführer Heißmeyer unter der Leitung des SS-Obergruppenführers August Heißmeyer.
Die Heimschulen sollten, so Martin Bormann, Leiter der NSDAP-Parteikanzlei am 1. Oktober 1942, gemäß Anordnung des Führers […] künftig ein Mittel zur Verwirklichung des totalen staatlichen Erziehungsanspruches werden. Wir müssen also so viele Heimschulen schaffen, daß die in konfessionell ausgerichteten Internaten erzogenen Kinder auf Heimschulen weiter erzogen werden können.

### Gründung 1942
Die Deutsche Heimschule in Iburg sollte Waisenkinder sowie Jungen aufnehmen, deren Väter im Zweiten Weltkrieg gefallen waren, außerdem besonders begabte Kinder, in deren Heimatort sich keine weiterführende Schule befand. Zugelassen waren als Schüler nur Mitglieder der Hitlerjugend oder solche Jungen, für deren Aufnahme in die NSDAP-Jugendorganisation keine Hindernisse bestanden. Externe Schüler, darunter auch Mädchen, aus dem Flecken und den benachbarten Bauernschaften wurden in geringer Zahl aufgenommen. Mädchen durften die Heimschule nur besuchen, wenn ihre Leistungen im oberen Drittel des Klassendurchschnitts lagen. Die Internatsunterbringung kostete im Monat 50 Reichsmark. Waisen wurde die Zahlung erlassen; Schüler aus kinderreichen Familien zahlten einen ermäßigten Betrag, Bedürftige wurden von der Zahlung freigestellt.
Der Unterricht begann Ende Oktober 1942 im Nordflügel des Schlosses mit einer Klasse aus 25 Internatsschülern, drei externen Jungen und drei externen Mädchen. Zur ersten Klasse kamen Anfang 1943 zwei weitere hinzu. Die Schlafsäle befanden sich im Südflügel, die Unterrichtsräume im Nordflügel. Der Rittersaal diente anfangs als Speiseraum; später wurde dieser in den Südflügel verlegt.
Die Lehrer wohnten zunächst im früheren Gefängnisbereich an der so genannten Klotzbahn, bis sie Wohnungen im Ort bezogen. In der Küche und für weitere Arbeiten wurden Zwangsarbeiterinnen eingesetzt, die aus der Ukraine nach Deutschland verschleppt worden waren. Die jungen Frauen im Alter zwischen 16 und 22 Jahren wurden in der Alten Apotheke, einem Fachwerkteil des Schlosskomplexes, untergebracht.

### Kollegium
Schulleiter war Hermann Kienemann (1909–1970), der bis 1942 an der „Staatlichen Deutschen Oberschule in Aufbauform“ in Bederkesa unterrichtet hatte, 1950 wieder Lehrer am Athenaeum Stade wurde und 1952 nach Bederkesa zurückkehrte, wo er bis 1970 in der „Niedersächsischen Heimschule Bederkesa“ tätig war. Kienemann wurde im Herbst 1944 von Helmuth Köster abgelöst, der von der Napola Oranienstein nach Iburg wechselte.
Zum Kollegium gehörten zwei Lehrerinnen, die zuvor an der 1941 aufgelösten Rektoratsschule in Iburg unterrichtet hatten. Die um 1900 begründete Privatschule bereitete Iburger Kinder auf den Besuch der gymnasialen Oberstufe vor, etwa an Schulen in Osnabrück. Dort befand sich bis zur Einrichtung der Heimschule die nächstgelegene Möglichkeit, das Abitur abzulegen. Eine der Lehrerinnen war die in Iburg geborene Apothekertochter Gisela Schlotheuber, die Gymnastik- und Englischunterricht erteilte. Sie förderte insbesondere Schüler, die mit schwachen Englischkenntnissen aus der aufgelösten „Staatlichen Deutschen Oberschule in Aufbauform“ in Bederkesa nach Iburg gewechselt waren. Ein Teil des Kollegiums bestand aus Lehrern, die aus Bederkesa kamen.

### Tagesablauf
Der Tagesablauf der Schüler unterlag strengen Regeln und hatte nahezu militärischen Charakter. Vor dem Unterrichtsbeginn um acht Uhr mussten die Schüler Frühsport betreiben, sich zum Appell aufstellen und den Tagesspruch entgegennehmen. Anschließend gab es Frühstück. Nach dem Unterrichtsende um 13 Uhr und dem Mittagessen hielten die jüngeren Schüler Bettruhe; anschließend wurde Sport getrieben oder es fanden Ausmärsche statt. Die Hausaufgaben wurden am späteren Nachmittag unter Aufsicht angefertigt. Ab 22 Uhr hatte Nachtruhe zu herrschen. Am Sonntag wurde zur Kirchzeit auf der Freifläche neben der Klotzbahn, über die die Iburger Bevölkerung die evangelische oder die katholische Schlosskirche erreichte, exerziert. Am Sonntagnachmittag durften die Internatsschüler drei Stunden lang die Schule verlassen; Heimaturlaub wurde an einem Wochenende im Monat gewährt.

### Unterricht
Die Schule sollte in fünf Jahren zum Abitur führen. Ein Schwerpunkt des Unterrichts lag in Leibesübungen, darunter auch Boxunterricht und Schießen für die Abschlussklasse. Als Fremdsprache wurde Englisch gelehrt; Latein und Französisch waren die einzigen Wahlfächer der Schule. Deutsch, Geschichte, Erdkunde und Musik wurde in allen Klassenstufen unterrichtet; Kunsterziehung entfiel im letzten Schuljahr. Biologie und Mathematik beziehungsweise Rechnen waren in allen Stufen Pflichtstoff; Chemie- und Physikunterricht wurde in den beiden letzten Klassenstufen unterrichtet. Die Handschrift wurde in allen Zeugnissen beurteilt. Mädchen erhielten ein Jahr lang Handarbeitsunterricht.

### Schüler in Uniform
Schüler der Heimschule nahmen an Wehrertüchtigungslagern teil; in den letzten Monaten des Zweiten Weltkriegs wurden sie als Flakhelfer und im Volkssturm eingesetzt. 1944 wurde die Schule als Ausbildungsstätte für „Kriegslehrgänge für den Führernachwuchs des Heeres und der Waffen-SS“ vorgesehen. Der erste Lehrgang sollte im April 1945 abgehalten werden; dazu kam es nicht mehr. Ab März 1945 beteiligten sich Schüler am Bau von Panzersperren an der Reichsstraße 51, der heutigen B 51. Gegen Kriegsende wurden noch zwei Schüler zum Kriegsdienst eingezogen.

### Ab Ostern 1945
1945 hatte die Schule etwa 200 Schüler, von denen ein Drittel Externe waren, jeweils zur Hälfte Jungen und Mädchen. Am 31. März 1945, dem Karsamstag, zogen Alliierte Truppen aus Richtung Münster an Iburg vorbei nach Norden in Richtung Osnabrück. Die meisten Schüler der Heimschule befanden sich seit dem 24. März 1945, nachdem sie Zeugnisse für das zweite Drittel des Schuljahres erhalten hatten, in den Osterferien. Die im Internat verbliebenen Schüler erhielten am Ostersonntag die Anweisung, ihre Sachen zu packen und in den so genannten Bennoturm, den Bergfried des Schlosses, zu bringen. Schulleiter Hellmuth Köster wollte mit etwa 30 Schülern zur Napola im Schloss Plön (Schleswig-Holstein). Die Schüler nahmen nur Handgepäck mit. Am 4. April 1945 wurde Iburg von Alliierten Truppen eingenommen; die Schule war bereits am Tag zuvor vollständig geräumt. Die Schüler unter Kösters Leitung erreichten ihr Ziel nach mehreren Tagen zu Fuß und mit der Bahn, nachdem der Vater eines Schülers in gehobener Position der Deutschen Reichsbahn für die Fahrt von Bremen nach Hamburg einen Waggon organisiert hatte, der an einen Zug angehängt wurde. Von Plön, wo die Napola bereits überfüllt war, wurde die Gruppe weiter nach Büsum geschickt. Dort kamen Köster, ein weiterer Lehrer und die Schüler im Gasthaus „Braunes Haus“ unter. Dort wurde der Unterricht bis zum 8. Mai 1945 fortgesetzt; am 10. Mai 1945 erhielten Iburger Schüler in Büsum ihre Abgangszeugnisse. Schulleiter Köster unterrichtete später bis zu seiner Versetzung in den Ruhestand am Domgymnasium Verden.
1948 richtete das Land Niedersachsen im Schloss Iburg die Niedersächsische Heimschule Iburg ein. Das Gymnasium in Kurzform, das auch externe Schüler aufnahm, bestand bis 1971.